# 関野美三夫
関野 美三夫（せきの みさお、1931年 - ）は、日本の建築家。北海道出身。株式会社関野建築事務所取締役会長。尋常高等小学校（現在の新制中学）卒業とともに地元の大工に弟子入りした。20歳の時に高校卒業認定試験合格及び関東学院大学工学部2部建築学科入学。昼間は大学の営繕係に勤務し、休みの日に大工仕事をした勤労学生であった。大学卒業後は関野建築事務所に就職した。一級建築士、1級建築大工技能士の資格を持つ。一般社団法人日本建築大工技能士会会長、公益財団法人日本住宅木材技術センター理事などの職を歴任。平成25年に黄綬褒章を受章した。

## 受賞歴
- 2007年　「現代の名工（卓越した技能者）」表彰受賞
- 2013年　黄綬褒章受章

## 実績
- 「大工さんセンター」の運営を林野庁より移行（一般社団法人　日本建築大工技能士会理事長として）[2]